# Кара-Суу (озеро, Аксыйский район)
Кара-Суу (Карасу, Кара-Су, кирг. Кара-Суу) — горное завальное озеро в Кыргызстане, в Тянь-Шане. Вытянуто с юго-востока на северо-запад. Высота над уровнем моря 1802,4 метров. Расположено в Аксыйском районе Джалал-Абадской области.
Карасу — тюркский топоним, означает «чёрная вода».
Озёро Кара-Суу образовано завалом при землетрясении на одноимённой реке, правом притоке Нарына (бассейн Сырдарьи).